# Pürevjargalyn Lkhamdegd
Pürevjargalyn Lkhamdegd, née le 18 septembre 1986 à Oulan-Bator, est une judokate mongole.

## Carrière
Elle remporte aux Championnats d'Asie de judo dans la catégorie des moins de deux médailles d'or (2011 et 2012), une médaille d'argent (2007) et deux médailles de bronze (2008 et 2016) ainsi qu'une médaille de bronze en 2009 dans la catégorie des moins de 70 kg.
Elle est également médaillée de bronze en moins de 78 kg aux Jeux asiatiques de 2006 à Doha et médaillée d'argent en moins de 70 kg à l'Universiade d'été de 2009.